# Francezi
Francezii sunt o națiune care împărtășesc o cultură comună franceză și vorbesc în limba franceză ca limbă maternă. Istoric vorbind, populația franceză are ca strămoși popoarele de origine latine, celtice și germanice și astăzi sunt un amestec de mai multe grupuri etnice. În Franța, francezii sunt definiți în funcție de cetățenie, indiferent de rasă sau religie.